# Capâo Bonito
Capâo Bonito är en ort i Brasilien.   Den ligger i kommunen Capão Bonito och delstaten São Paulo, i den södra delen av landet, 900 km söder om huvudstaden Brasília. Capâo Bonito ligger 712 meter över havet och antalet invånare är 37 206.
Terrängen runt Capâo Bonito är platt. Capâo Bonito är det största samhället i trakten.
I omgivningarna runt Capâo Bonito växer i huvudsak städsegrön lövskog. Runt Capâo Bonito är det ganska glesbefolkat, med 28 invånare per kvadratkilometer.